# Fredagsmys

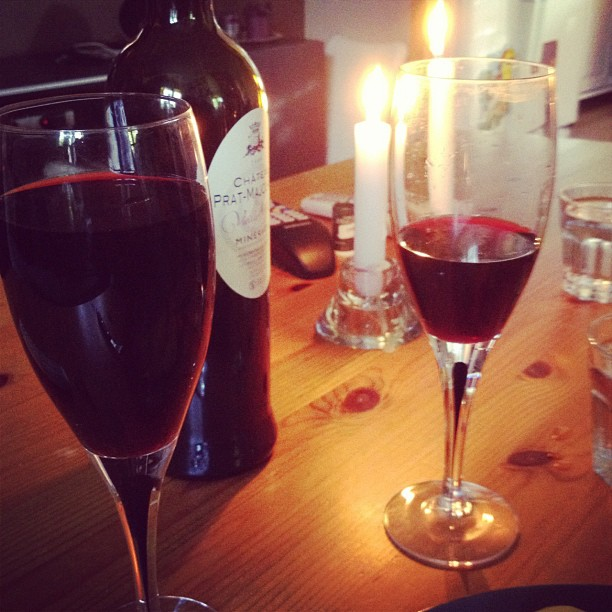
Fredagsmys med vin och tända ljus.

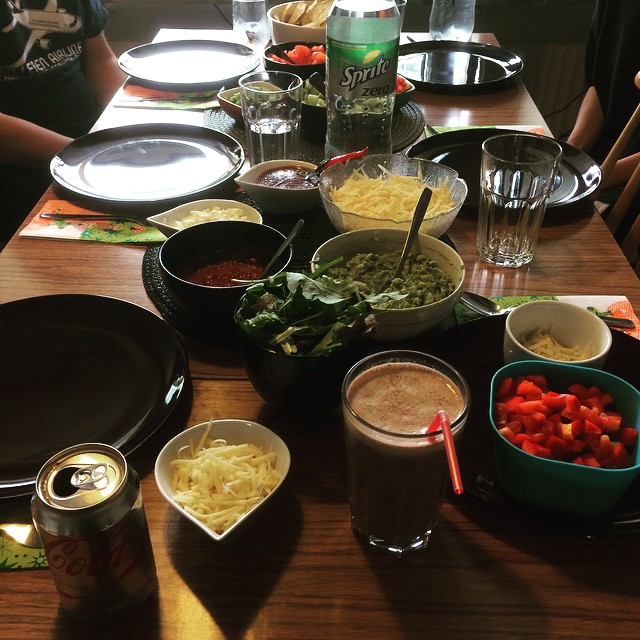
Fredagsmys med tex-mex.

Fredagsmys är avkopplande aktiviteter där familj eller vänner samlas på fredagkvällen för att markera arbetsveckans slut och umgås tillsammans inför helgen. Aktiviteter under fredagsmyset varierar exempelvis mellan barnfamiljer och äldre. Enligt etnologen Charlotte Hagström vid Lunds universitet är den gemensamma nämnaren att maten är förhållandevis lättlagad.

## Bruket av fredagsmys
Begreppet "fredagsmys" etablerades på 1990-talet. Ordet förekom troligen första gången i en presstext 1994. 2006 kom ordet med i Svenska Akademiens ordlista.
Fredagsmyset kan ses som en modern rit, något som barnen har lätt att ta åt sig av och känna sig delaktiga i. Barn är ofta svältfödda på odelad uppmärksamhet och en lugn tid när barn och föräldrar är tillsammans är därför mycket viktig, enligt barnpsykologen Elisabeth Cleve. Närhet och beröring kan bidra till ett lugn som skapas genom produktion av hormonet oxytocin.
Näringsfysiologen Agneta Sjöberg och läkaren Andreas Eenfeldt anser att osunda kostvanor i samband med fredagsmys är oviktigt och bör undvikas, med anledning av att sådan kost rent generellt kan orsaka diabetes och övervikt i samhället, inte minst bland barn. Främst läskedrycker och chips bör undvikas och ersättas eftersom det höjer insulinet, som hjälper till att lagra in fett i kroppen, och kan öka hungerkänslan. Som hälsovänligare alternativ föreslås vatten som dryck tillsammans plockmat som grönsaker, nötter, oliver och ostar.

## Fredagsmys i marknadsföringssyfte
Begreppet fredagsmys är viktigt i marknadsföring av mat och godis. Det används bland annat i en reklamkampanj för OLW. Fredagsmyset har också utsatts för satir av Henrik Schyffert i föreställningen The 90's - ett försvarstal, där han påtalar sina föräldrars alkoholkonsumtion.

### Fotnoter
1. 1 2 3 4 5 6 7  ”Fredagsmysets godis tär på hälsan”. Dagens Nyheter. 1 augusti 2011. http://www.dn.se/livsstil/halsa/fredagsmysets-godis-tar-pa-halsan. Läst 18 november 2011.  [inloggning kan krävas]
2. ↑  Utdrag ur Språket i Sveriges Radio P1, sänt den 11 juni 2018.
3. 1 2 3  Fredagsmyset är barnens rit. Svenska Dagbladet. 22 december 2004. (arkiverad)
4. ↑  Hebelius Svahn, Marie (9 oktober 2009). ”Fredagsmys - miljonklipp för företagen”. Expressen. Arkiverad från originalet den 12 oktober 2009. https://web.archive.org/web/20091012053545/http://www.expressen.se/halsa/1.1736288/fredagsmys-miljonklipp-for-foretagen. Läst 20 oktober 2009.